# Cesare Dami
Cesare Dami (Cerreto Guidi, 4 febbraio 1915 – Roma, 5 luglio 1973) è stato un economista e politico italiano.

## Biografia
Laureato in Scienze economiche, docente universitario, venne eletto nelle file del Partito Comunista Italiano alla Camera dei deputati nella I e III legislatura.

## Pubblicazioni
- "Economia collettiva ed economia individualista", Einaudi editore, (1947)
- "Esperienze di economia pianificata", Einaudi editore, (1950)